# Medal Nowej Zelandii
The New Zealand Medal 1869 – jeden z medali kampanii brytyjskich ustanowiony przez królową Wiktorię w roku 1869.

## Zasady nadawania
Nadawany za pierwszą 1845–1847 i drugą 1860–1866 wojnę maoryską.
Medalem nagradzano tylko żyjących weteranów wojen maoryskich, co spowodowało nadanie niewielkiej ilości medali w porównaniu z innymi medalami za kampanie brytyjskie.
Medal otrzymali pierwsi australijscy weterani, załoga statku parowego Victoria, który wpłynął do New Plymouth w Nowej Zelandii 30 kwietnia 1860. Czterech oficerów, ośmiu sierżantów, dwóch trębaczy i 120 członków 40. Regimentu Piechoty zatrudnionych do walki z Maorysami. Dalszych 2000 zwerbowanych ochotników australijskich utworzyło 1, 2, 3 i 4 Regiment Waikato oraz milicję.

## Opis medalu
Nadawano trzy wersje medalu:
- 1860–61
- 1861–66
- nie datowany

Srebrny medal o średnicy 36 mm.
Awers: głowa królowej Wiktorii w diademie i welonie oraz legenda VICTORIA D: G: BRITT: REG: F: D:
Rewers wieniec laurowy z odpowiednimi do wersji medalu datami i słowa NEW ZEALAND powyżej i VIRTUTIS HONOR poniżej.